# Zárt lapok (póker)
Zárt lapok angolul Hole cards. Ezek olyan kártyák a póker játék során, amelyeket a többiek nem látnak és nem használhatnak fel. Ezek a póker játék alapjai, ezek a kártyák adják a póker játéknak azon értelmét, hogy nem tudhatod, hogy mi van a másiknál. Ezekre épül a blöffölés.  

## Használatuk
A zárt kártyával játszott póker játékok voltak az elsők a póker története során, így az egyik legrégibb pókerjátékot is csak és kizárólag zárt kártyákkal játsszák. Ez a Five Card Draw
A zárt kártyákból később kialakultak a nyílt kártyák. A kettő között az alapvető különbség az, hogy a zárt kártyákat nem látja a többi játékos, így arra akár blöffölhetünk is. Míg a nyílt kártyákat igen, de azokat sem használhatják fel. Az egyik legáltalánosabb nyílt és zárt lapokat is tartalmazó póker játék a Seven Card Stud
Zárt kártyákkal játsszák a közösségi lapos pókereket is. Ezeknél a játékosok 2 vagy 4 zárt kártyát kapnak, amelyeket a közösségi lapokkal felhasználva próbálnak jobbnál jobb kombinációkat kihozni. Legjellemzőbb játék, a 2 zárt kártyás játékra a Texas Hold’em, a 4 zárt kártyásra: Omaha Hold’em

## További póker kártyatípusok
- nyílt kártya
- közösségi kártya

## Külső hivatkozás
- Online Póker
- Pókerakadémia oldala
- Póker
- Poker